# Cuprobismutita
La cuprobismutita és un mineral de la classe dels sulfurs. El seu nom fa referència al seu contingut de coure i bismut.

## Característiques
La cuprobismutita és un element químic de fórmula química Cu₈AgBi13S24. Apareix tant de forma tan massiva com en cristalls prismàtics i fulls prims, de fins a 1 mm, lleugerament retorçats paral·lelament a [010], l'eix d'elongació. Cristal·litza en el sistema monoclínic. Està molt relacionada estructuralment amb la hodrušita i la kupčikita.
Segons la classificació de Nickel-Strunz, la cuprobismutita pertany a «02.JA: Sulfosals de l'arquetip PbS, derivats de la galena amb poc o gens de Pb» juntament amb els següents minerals: benjaminita, borodaevita, cupropavonita, kitaibelita, livingstonita, makovickyita, mummeïta, pavonita, grumiplucita, mozgovaïta, cupromakovickyita, kudriavita, cupromakopavonita, dantopaïta, hodrušita, padĕraïta, pizgrischita, kupčikita, schapbachita, cuboargirita, bohdanowiczita, matildita i volynskita.

## Formació i jaciments
La cuprobismutita té un origen hidrotermal i es troba amb altres sulfurs i sulfosals. Va ser descoberta a la mina Missouri, a Hall Valley (comtat de Park, Colorado, Estats Units). També ha estat descrita a Alemanya, l'Argentina, Austràlia, Àustria, Bolívia, el Canadà, França, Eslovàquia, Indonèsia, el Japó, el Marroc, 
el Perú, Polònia, Portugal, la República Txeca, Romania, Rússia, Suïssa i la Xina.
Sol trobar-se associada a altres minerals com: emplectita, aikinita, wittichenita, benjaminita, berryita, cupropavonita, paděraïta, hodrušita, wolframita i bismutinita.